# Paris FC
A Paris Football Club (rövidítve: Paris FC vagy PFC) egy francia labdarúgócsapat, melyet 1969-ben alapítottak a francia fővárosban, Párizsban. A klub stadionja korábban a Stade Charléty volt, amely 20 000 néző befogadására alkalmas. 2025 óta a Stade Jean-Bouin a klub stadionja.

## Történelem
1969. augusztus 1-jén alapították meg a Paris Football Club-ot, azzal a céllal hogy Párizsban újra legyen labdarúgás. 1970-ben egyesülni akartak a CS Sedan Ardennes csapatával, hogy az élvonalban léphessenek pályára, de ezt elutasították. Ezért a másodosztályban kezdték meg a szezont, majd egyesültek a szintén párizsi Stade Saint-Germain klubjával. 1972-ben külön vált a két klub és így jött létre a Paris Saint-Germain csapata. A PFC maradt az első osztályban, míg a PSG a harmadosztályba került. 1972-73-ban az első osztályban folytatták, majd a következő szezonban kiestek. 1977-78-ban sikerült ismét feljutniuk miután a Division 2 B csoportjában a második helyen fejezték be a szezont, de egy idényt követően újra kiestek.
1983-ban egyesültek a Racing Club de France Football csapatával, így a PFC-t visszasorolták a negyedosztályba, de onnan is kiestek. 1987 és 1989 között megnyerték az ötöd- és negyedosztályt is. A 2016-17-es szezonban a feljutásért játszott rájátszást elvesztette az USA Orleans ellen, de a SC Bastia csapatát pénzügyi szabálytalanságok miatt a harmadosztályba léptették vissza, így a Paris feljutott a Ligue 2-be. A 2018-19-es szezont a negyedik helyen fejezték be és továbbjutották az élvonalba való rájátszásba, de alulmaradtak az RC Lens klubjával szemben. 2020 júliusában a bahreini királyság részvényese és főszponzora lett a klubnak, 20 százalékos tulajdonrészt vásároltak. Pierre Ferracci, aki az Alpha Csoport alatt birtokolta a klubot, továbbra is a fő részvényes maradt 77%-os hozzájárulással.
2024. november 29-én hivatalossá vált, hogy az Arnault család többségi tulajdonrészt, a Red Bull GmbH pedig kisebbségi tulajdonrészt vásárol a klubban. Arnaulték 52,4%-os, a Red Bull 10,6%-os, a a BRI Sports Holdings pedig 7,2%-os részesedést vásárolt, míg Pierre Ferracci 29,8%-os részesedést tartott meg az Alter Paris-on keresztül.
2025. február 12-én a Paris FC megállapodott a Stade Français rögbiklubbal, hogy a csapat a 2025–26-os szezon előtt a 16. kerületben található Stade Jean-Bouinba költözik. 2025. május 2-án a feljutottak a Ligue 1- be, ezzel 46 év kihagyás után visszatért a francia labdarúgás legfelsőbb szintjére.

## Névváltozások
- Paris Football Club (1969-1970)
- Paris Saint-Germain Football Club (1970-1972)
- Paris Football Club (1972-1982)
- Racing Paris 1 (1982-1983)
- Paris Football Club 83 (1983-1991)
- Paris Football Club 98 (1991-1996)
- Paris Football Club 2000 (1996-2005)
- Paris Football Club (2005-től)

## Sikerei
- 1-szeres harmadosztály nyugati csoport bajnok: 1973-74
- 1-szeres negyedosztály F csoport bajnok: 1988-89

## Keret

### Jelenlegi keret
2025. augusztus 20-i állapotnak megfelelően.
| #  |     | Poszt | Név                    |
| -- | --- | ----- | ---------------------- |
| 1  | FRA | K     | Rémy Riou              |
| 2  | FIN | V     | Tuomas Ollila          |
| 4  | FRA | KP    | Vincent Marchetti      |
| 5  | SEN | V     | Moustapha Mbow         |
| 6  | BRA | V     | Otávio                 |
| 7  | FRA | CS    | Alimami Gory           |
| 8  | FRA | KP    | Lohann Doucet          |
| 9  | FRA | CS    | Andy Pembélé           |
| 10 | ALG | KP    | Ilan Kebbal            |
| 11 | CIV | CS    | Jean-Philippe Krasso   |
| 13 | FRA | CS    | Mathieu Cafaro         |
| 15 | FRA | V     | Timothée Kolodziejczak |
| 16 | FRA | K     | Obed Nkambadio         |
| 17 | FRA | KP    | Adama Camara           |
| 19 | FRA | V     | Nhoa Sangui            |

| #  |     | Poszt | Név               |
| -- | --- | ----- | ----------------- |
| 20 | ALG | KP    | Julien López      |
| 21 | FRA | KP    | Maxime Lopez      |
| 22 | MAR | V     | Sofiane Alakouch  |
| 24 | FRA | V     | Jules Gaudin      |
| 25 | FRA | V     | Yoan Koré         |
| 26 | SEN | CS    | Lamine Gueye      |
| 27 | NGR | CS    | Moses Simon       |
| 28 | BEL | V     | Thibault De Smet  |
| 29 | FRA | CS    | Pierre-Yves Hamel |
| 31 | FRA | V     | Samir Chergui     |
| 35 | FRA | V     | Dimitri Colau     |
| 36 | CTA | KP    | Gabriel Oualengbe |
| 39 | MAR | V     | Mathys Tourraine  |
|    | GER | K     | Kevin Trapp       |
|    | FRA | CS    | Willem Geubbels   |

### Kölcsönben
| # |     | Poszt | Név                             |
| - | --- | ----- | ------------------------------- |
|   | FRA | CS    | Omar Sissoko (a Pau csapatánál) |

### Ismertebb játékosok
| - Jean-François Beltramini - Georges Eo - Bernard Guignedoux - Bruno Knockaert |  | - Jean-Claude Lafargue - Fabrice Moreau - Jimmy Modeste - Paul Orsatti |  | - Francis Peltier - Philippe Prieur - Jean-Luc Rabat - Pascal Rousseau |  | - Lamri Laachi - Omar da Fonseca - Armand Ossey - Dragoslav Šekularac |

### Menedzserek
| - Louis Hon (1972–73) - Antoine Dalla Cieca (1973–76) - Robert Vicot (1976–79) - Roger Lemerre (1979–81) - Alberto Muro (1981–83) - Luc Rabat (1983–86) - Pierre Lechantre (1987–92) - Hubert Velud (1992) - Delio Onnis (1992–95) - Hubert Velud (1995–99) - Jean-François Charbonnier (1999) |  | - Jean-Pierre Carayon (1999) - Robert Buigues (1999–02) - Philippe Lemaître (2002–04) - Patrick Parizon (2002–05) - Jean-Marc Pilorget (2005–07) - Jean-Guy Wallemme (2007–08) - Jean-Marc Pilorget (2008–09) - Jean-Luc Vannuchi (2009–11) - Alain Mboma (2011–12) - Olivier Guillou (2012) - Alexandre Monier (2012–13) |  | - Gaston Diamé (2013) - Christophe Taine (2013–15) - Denis Renaud (2015) - Jean-Luc Vasseur (2015–16) - Réginald Ray (2016–17) - Fabien Mercadal (2017–18) - Mehmed Baždarević (2018–2019) - René Girard (2019–2021) - Thierry Laurey (2021–2023) - Stéphane Gilli (2023–) |